# Platyja minutipuncta
Platyja minutipuncta là một loài bướm đêm trong họ Noctuidae.